# Juan Bautista de Valenzuela Velázquez
Juan Bautista de Valenzuela Velázquez (Cuenca, 24 de junio de 1574-Salamanca, 2 de febrero de 1645) fue un eclesiástico español, obispo de Salamanca.
- Datos: Q16584375